# Serapung
Serapung is een bestuurslaag in het regentschap Pelalawan van de provincie Riau, Indonesië. Serapung telt 2140 inwoners (volkstelling 2010).